# 平岩馨邦
平岩 馨邦（ひらいわ よしくに、1897年11月10日 - 1967年10月2日）は、日本の動物学者・哺乳類学者。元九州大学教授。福岡女学院大学短期大学部初代学長。

## 人物
1897年生まれ。広島文理科大学勤務、元九州大学農学部教授、学生部長。父は平岩愃保（日本メソヂスト教会第2代監督）。祖父は宗門改役の幕臣・平岩馨明。
1937年、東京帝国大学より理学博士の学位を取得。学位論文は「Studies on a bopyrid, Epipenaeon japonica Thielemann(アカエビヤドリムシ(エピペネオン・ジャポニカ・ティールマン)に関する研究)」。
広島文理科大学（動物学教室）教授時代の終戦間際、石井四郎軍医中将の依頼で、“ネズミ細菌弾”に使用するためのシロネズミの量産研究に取り組んだ。しかし、広島市への原子爆弾投下によって大学が全焼したため、ネズミも研究資料も全て失われ、平岩自身も倒壊した自宅の下敷きになって重傷を負っている。

## 略歴
- 1897年（明治30年）11月10日 - 生まれ[4]。平岩愃保（日本メソヂスト教会第2代監督）の次男。
- 1923年（大正12年） - 谷津直秀教授の高弟として、東京帝国大学理学部動物学科卒業[4]。同期は、江崎悌三九州大学元教授、内田亨北海道大学名誉教授[4]。卒業後、2年間谷津教授のもとでシロネズミの飼育と発育に関する研究をおこなう[4]。
- シカゴ大学リリー教授（Frank Rattray Lillie）[5]のもとでシロネズミやニワトリの実験発生学について2年間研究[4][6]。
- 帰国後、九州大学の前任教授である大島広教授の配慮によって九州大学付属天草臨海実験所に勤務[4][6]。
- 広島文理科大学勤務（発生学を担当）[4]。瀬戸内海のウオノエ科甲殻類の研究を進めた[7]。彼が指導した学生の研究材料は節足動物や哺乳類など幅広い分類群にわたっていた[8]。大学の同僚に数学者の岡潔がいた。当時、広島昆虫同好会の会長でもあった[9]。
- 1947年9月 - 九州大学農学部教授[10]。
- 1955年10月 - 第26回日本動物学会大会に際し、自宅のアパートで「ねずみ研究グループ」の初顔合わせをおこなった[11]。
- 1964年4月 - 福岡女学院短期大学学長（初代）[12]。
- 1967年（昭和42年）10月2日 - 福岡女学院短期大学学長在職中に逝去[6][12]。享年69。

## 著書
- 国立情報学研究所収録著書 国立情報学研究所

- 平岩馨邦 (1925), しろねずみ, 動物解剖集成第1集, 共立社，東京，

- 平岩馨邦; 小泉丹 (1930), チャールス・オティス・ホイットマン 各大學生物學教室便り, 岩波講座生物學 別項, 歐州學界瞥見(2) . 編輯雜記, 岩波書店

- 平坂恭介; 平岩馨邦; 小泉丹 (1931), 近世の軟體動物研究概觀, 岩波講座生物學 別項, 岩波書店

- 松浦一; 平岩馨邦; 大槻虎男 (1932 岩波講座生物學 . 別項), 生物學史傳, 生物學讀書指針 ; 學界雜記, 岩波書店

- 平岩馨邦 (1941), しろねずみ : 飼育・発生・解剖, （福田・井上と共著）, 丸善，東京

- 平岩馨邦 (1950), 有胚類に於ける性現象．現代生物学の諸問題, 増進堂，東京，

- 平岩馨邦, 洪水時に於ける蛇の集団避難 九州大学農学部 1953 九州大学災害調査 / 九州大学災害調査生物研究班 第3報 https://ci.nii.ac.jp/ncid/BA47995129

- 平岩馨邦; 三宅貞祥; 南学; 内田照章; 澄川精吾; 吉田博一 (1954), 豪雨に襲われた阿蘇山麓の野鼠, 九州大学災害調査 / 九州大学災害調査生物研究班 第4報, 九州大学農学部

- 平岩馨邦; 三宅貞祥; 南学; 内田照章; 澄川精吾; 吉田博一 (1954), 洪水の住家性鼠類に及ぼした影響, 九州大学災害調査 / 九州大学災害調査生物研究班 第1報, 九州大学農学部

- 平岩馨邦; 三宅貞祥; 南学; 内田照章; 澄川精吾; 吉田博一 (1954), 堤防に於けるモグラの孔道, 九州大学災害調査 / 九州大学災害調査生物研究班 第2報, 九州大学農学部

- 平岩馨邦 (1955), 哺乳類, 生物学実験法講座 / 岡田弥一郎[ほか]著 第11巻D . 脊椎動物発生実験, 東京: 中山書店

- 平岩馨邦; 内田照章; 吉田博一 (1960), シロネズミ, 動物の解剖・組織・発生 脊椎動物(II), 東京: 中山書店

- 平岩馨邦 (1967), 私の動物記, 平岩先生古希記念著書刊行会，福岡

- 平岩馨邦 (1967), 続・私の動物記., 福岡: 平岩先生遺稿集刊行会

## 主要論文
- 国立情報学研究所収録論文 国立情報学研究所

- 平岩馨邦; 内田照章, 牛に於ける四生仔の一例[13]。

- 平岩馨邦; 澄川精吾, 愛媛縣戸島に於ける鼠禍及び鼠の異常大増殖の対策について[13]。

- 平岩馨邦; 澄川精吾, 九州大学農学部内に於ける住家性鼠の棲分けについて[13]

- 平岩馨邦; 三宅貞祥，南学，内田照章，澄川精吾，吉田博一, 洪水の住家性鼠類に及ぽした影響[13]

- 平岩馨邦; 三宅貞祥，南学，内田照章，澄川精吾，吉田博一, 堤防に於けるモグラの孔道[13]

- 平岩馨邦; 三宅貞祥，南学，内田照章，澄川精吾，吉田博一, 豪雨に襲われた阿蘇山麓の野鼠[13]

- 平岩馨邦; 吉田博一, ドブネズミとクマネズミ間の受胎 : I．ダイコクネズミの人工助精における黄体の機能化と精子懸濁液の性状[13]

- 平岩馨邦; 内田照章, イエコウモリにおける受精 : II. 子宮内精液の性状について[13]

- 平岩馨邦; 吉田博一, ドブネズミとクマネズミ間の受胎 : II. 人工助精による交雑実験[13]

- 平岩馨邦; 内田照章, イエコウモリにおける受精 : III. 秋の交尾による子宮内精子の受精能力について[13]

- 平岩馨邦; 徳田御稔，内田照章，吉田博一, 九州における野鼠の分布[13]

- 平岩馨邦; 内田照章，南学，澄川精吾，吉田博一, 英彦山における鼠類の垂直分布予察[13]

- 平岩馨邦; 太田嘉四夫，宇田川竜男，佐藤淳夫，松井孝爾，内田照章, 奄美群島生物調査報告 : 特に鼠と蛇との関係を追求して[13]

- 平岩馨邦; 徳田御稔，内田照章，杉山博, 隠岐島の小哺乳類 : 特にその亜種的特徴の再吟味に関して[13]

- 平岩馨邦; 内田照章，浜島房則, 延岡市サギ島における鼠禍 : I. 基礎調査及び異常増殖に対する考察[13]

- 平岩馨邦; 内田照章，浜島房則, 延岡市サギ島における鼠禍 : II. 駆除対策とその効果 : 特に天敵イタチの導入について[13]

- 平岩馨邦, 濱島房則「野棲ハツカネズミの生活史I : 飼育管理と量産」『九州大學農學部學藝雜誌』第18巻第2号、九州大學農學部、1960年12月、153-159頁、doi:10.15017/21530、ISSN 0368-6264、NAID 110001674004。
- 平岩馨邦, 濱島房則「野棲ハツカネズミの生活史II : 発情周期交尾妊娠および分娩」『九州大學農學部學藝雜誌』第18巻第2号、九州大學農學部、1960年12月、161-165頁、doi:10.15017/21531、ISSN 0368-6264、NAID 110001674008。
- 平岩馨邦, 濱島房則「野棲ハツカネズミの生活史III : 産仔数離乳仔数および性比」『九州大學農學部學藝雜誌』第18巻第2号、九州大學農學部、1960年12月、167-173頁、doi:10.15017/21532、ISSN 0368-6264、NAID 110001674009。
- 平岩馨邦, 濱島房則「野棲ハツカネズミの生活史IV : 乳幼仔における形態の発達と生後の成長」『九州大學農學部學藝雜誌 ISSN=0368-6264』第18巻第2号、九州大學農學部、1960年12月、175-179頁、doi:10.15017/21533、NAID 110001674019。
- 平岩馨邦, 濱島房則「野棲ハツカネズミの生活史Ⅴ : 性的成熟期の到来と生殖機能の衰退及び寿命」『九州大學農學部學藝雜誌』第18巻第2号、九州大學農學部、1960年12月、181-186頁、doi:10.15017/21534、ISSN 0368-6264、NAID 110001674020。
- 浜島房則「野棲ハツカネズミの生活史VI : 繁殖習性」『九州大學農學部學藝雜誌』第19巻第1号、九州大學農學部、1961年11月、103-113頁、doi:10.15017/21567、ISSN 0368-6264、NAID 110001674158。
- 浜島房則「野棲ハツカネズミの生活史VII : 性周期」『九州大學農學部學藝雜誌』第19巻第1号、九州大學農學部、1961年11月、115-124頁、doi:10.15017/21568、ISSN 0368-6264、NAID 110001674165。

- 平岩馨邦; 浜島房則